# Картознавство
Картознавство — теоретичний розділ картографії, що вивчає картографічні твори (карти, атласи, глобуси, програмні продукти тощо), її елементи, властивості, види та історичний розвиток, а також способи практичного і теоретичного використання карт. Картознавство розглядає картографію як наукову систему, вивчає її предмет і метод, досліджує питання математичної основи карт, картографічної генералізації, способів і засобів картографічного зображення, класифікацій карт.

## Історія
Картознавство достатньо молодий науковий напрямок. Його формування відносять до першої половини XX століття.

## Історія картографування території України
Завдяки працям українських вчених П. Чубинського, Д. Багалія, Г. Величка, М. Кордуби, С. Рудницького  на початку XX ст. було створено історико-картографічну основу для відображення етнічної території України, а також вивчені основні особливості її формування і розселення етнічних меншин. Окремо вирізнимо дослідження С. Шелухина (1921, 1936) щодо вживання та розміщення назви «Україна» на географічних італійських, французьких, голландських, англійських і німецьких картах в XVI—XIX ст. 
Серед найвідоміших науковців, які плідно працювали та працюють в галузі історичної картографії, слід згадати таких українських дослідників, як П. Тутковський, Л. Багров, В. Кордт, Я. Дашкевич, М. Вавричин, Я. Ісаєвич, І. Гирич,  У. Кришталович, І. Бутич, Р. Сосса, А. Харченко, О. Шаблій, В. Шевченко, Ф. Шевченко,   І. Ровенчак, Н. Падюка, Т. Люта, Д. Вортман, А. Байцар, К. Галушко та ін.
- Вавричин М. Г., Дашкевич Я., Кришталович У. Україна на стародавніх картах: кінець XV — перша половина XVII ст. — К. : ДНВП «Картографія», 2004. — 207 с. — (Пам'ятки картографії України) — ISBN 966-631-526-2.
- Вавричин М. Г. Відтворення України. Історія картографії, краєзнавство, біографістика / упоряд.: Н. Паславська, Н. Халак ; редкол.: П. Сохань (голова) та ін. — Л. : ІУАД, 2012. — 552 с. — ISBN 978-966-02-6451-9.
- Калина Угрин. Поняття «Русь» в західноєвропейській картографії (XVI—XVIII ст.)=La notion de «Russie» dans la cartographie occidentale du début du XVIe siècle à la fin du XVIIIe siècle / пер. з фр. Михайла Поповича ; Укр. техн.-господар. ін-т. — Чернівці : Чернівецький нац. ун-т, 2010. — 175 с. — ISBN 978-966-423-091-6.
- Картографічна україніка (1945—2000) у фондах Львівської наукової бібліотеки ім. В. Стефаника НАН України : каталог / НАН України, Львів. наук. б-ка ім. Василя Стефаника / уклад. Т. М. Огородник, Н. В. Падюка ; наук. ред. І. І. Ровенчак. — К. : [Б. в.], 2006. — 342 с. — ISBN 966-02-3487-2.
- Крип'якевич І. П. Історична картографія в Західній Україні (до 1939 р.) // Історичні джерела та їх використання. — 1964. — № 1. — С. 263-267.
- Байцар Андрій.   Географія та картографія Винниківщини. Наукове видання / А. Л. Байцар. — Винники; Львів: ЗУКЦ, 2020. — 640 с.
- Байцар Андрій.  УКРАЇНА ТА УКРАЇНЦІ НА ЄВРОПЕЙСЬКИХ ЕТНОГРАФІЧНИХ КАРТАХ [Архівовано 11 січня 2022 у Wayback Machine.]. Монографія / А. Л. Байцар. – Львів: ЗУКЦ, 2022. – 328 с.
- Байцар Андрій. ГЕОГРАФІЯ ТА КАРТОГРАФІЯ УКРАЇНСЬКИХ ІСТОРИКО-ГЕОГРАФІЧНИХ ЗЕМЕЛЬ (XII ст. – поч. XX ст.).Монографія. Львів-Винники, 2023. 295 с.
- Лашко С. П. Розвиток картографії на теренах України : Давня доба // Вісник КДПУ імені Михайла Остроградського : збірник статей. — Кривий Ріг, 2009. — Т. 58, вип. 5. Архівовано з джерела 22 січня 2021. Процитовано 3 липня 2020.
- Сосса Р. І. Історія картографування території України : підруч. для студ. вищ. навч. закл. — К. : Либідь. — С. 336. — ISBN 978-966-06-0463-6.
- Шевчук П. М. XX літ плідної діяльності УТГК (1991—2011 рр.) : монографія / УТГК. — Л. : Вид-во Львів. політехніки, 2012. — 76 с. — ISBN 978-617-607-358-1.

## В Україні
В Україні дослідження з картознавства традиційно проводять на Географічному відділенні Інституту геофізики НАН України, географічних факультетах Київського, Харківського і Чернівецького університетів.

## Джерелознавство
До картознавство також відносять картографічне джерелознавство — систематичний огляд картографічних творів, методику використання карт, історію картографії. У вузькому значенні під картознавством можуть розуміти лише картографічне джерелознавство.